# Supériorité illusoire
Dans le domaine de la psychologie sociale, la supériorité illusoire est un type de biais cognitif par lequel une personne surestime ses propres qualités et capacités, par rapport aux mêmes qualités et capacités des autres personnes. La supériorité illusoire est l'une des nombreuses illusions positives relatives à soi-même qui sont évidentes dans l'étude de l'intelligence, l'exécution efficace des tâches et des tests et la possession de caractéristiques personnelles et de traits de personnalité souhaitables, ou du jugement illusoire sur les autres comme l'illusion de transparence ou l'illusion de connaissance asymétrique.
Le terme de « supériorité illusoire » a été utilisé en premier par les chercheurs Van Yperen et Buunk, en 1991. Le phénomène est également connu sous le nom d’effet supérieur à la moyenne, biais de supériorité, erreur de clémence, sentiment de supériorité relative, effet primus inter pares et effet du lac Wobegon.

## Effets dans différentes situations
La supériorité illusoire a été trouvée dans les comparaisons d’individus avec d’autres dans divers aspects de la vie, y compris la performance dans des circonstances académiques (comme la performance en classe, les examens et l’intelligence globale), dans des environnements de travail (par exemple concernant la performance au travail), dans des contextes sociaux (par exemple, dans l'estimation de la popularité (en) ou de la mesure dans laquelle on possède des traits de personnalité souhaitables, tels que l'honnêteté ou la confiance) et dans les capacités quotidiennes exigeant des compétences particulières.
Pour que la supériorité illusoire soit démontrée par la comparaison sociale, il faut surmonter deux obstacles logiques. L'une est l'ambiguïté du mot « moyenne. » Il est logiquement possible que la quasi-totalité de l'ensemble soit supérieure à la moyenne si la répartition des capacités est très asymétrique. Par exemple, le nombre moyen de jambes par être humain est légèrement inférieur à deux, car certaines personnes ont moins de deux jambes et presque aucune n'en a plus. Par conséquent, les expériences comparent généralement les sujets à la médiane du groupe de pairs, car, par définition, il est impossible qu'une majorité dépasse la médiane.
Un autre problème lié à l'incohérence réside dans le fait que les sujets peuvent interpréter la question de différentes manières. Il est donc logiquement possible que la majorité d'entre eux soient, par exemple, plus généreux que le reste du groupe "d'après leur propre conception de la générosité" Cette interprétation est confirmée par des expériences qui ont fait varier la quantité de liberté d'interprétation. Au fur et à mesure que les sujets s’évaluaient sur un attribut spécifique bien défini, la supériorité illusoire est restée présente.

### Capacité Cognitive

#### QI
L'un des principaux effets de la supériorité illusoire sur le QI est l'effet "Downing". Cela décrit la tendance des personnes ayant un QI inférieur à la moyenne à surestimer leur QI et celle des personnes ayant un QI supérieur à la moyenne à sous-estimer leur QI. Cette tendance a été observée pour la première fois par C. L. Downing, qui a mené les premières études interculturelles sur l'intelligence perçue. Ses études ont également montré que la capacité à estimer avec précision le QI des autres était proportionnelle à son propre QI (c.-à-d. plus le QI était bas, moins il était possible d'évaluer avec précision le QI des autres personnes). Les personnes ayant un QI élevé sont globalement mieux placées pour évaluer le QI des autres personnes, mais lorsqu'on leur demande quels sont les QI de personnes ayant un QI similaire, elles sont susceptibles de les évaluer comme ayant un QI plus élevé.
La différence entre le QI réel et le QI perçu a également été notée entre les sexes par le psychologue britannique Adrian Furnham, dont le travail suggérait qu'en moyenne, les hommes sont plus susceptibles de surestimer leur intelligence de 5 points, tandis que les femmes sont plus susceptibles de sous-estimer leur QI d'une marge similaire,.

#### Mémoire
La supériorité illusoire a été trouvée dans des études comparant des auto-rapports de mémoire , tels que la recherche de Schmidt, Berg et Deelman chez les adultes plus âgés. Cette étude a impliqué des participants âgés de 46 à 89 ans comparant leur propre mémoire à celle de pairs du même groupe d'âge, de 25 ans et leur propre mémoire à 25 ans. Cette recherche a montré que les participants présentaient une supériorité illusoire en se comparant à la fois aux pairs et aux jeunes adultes, mais les chercheurs ont affirmé que ces jugements n'étaient que légèrement liés à l'âge.

#### Tâches cognitives
Dans les expériences de Kruger et Dunning, les participants se sont vu confier des tâches spécifiques (résoudre des problèmes logiques, analyser des questions de grammaire et déterminer si les blagues étaient amusantes) et demander d’évaluer leurs performances par rapport au reste du groupe, permettant ainsi la comparaison de leur performance réelle et perçue.
Les résultats ont été divisés en quatre groupes en fonction de la performance réelle et il a été constaté que les quatre groupes évaluaient leur performance au-dessus de la moyenne, ce qui signifie que le groupe le moins performant (le premier quartile) a manifesté un biais d'illusion de supériorité très important. Les chercheurs ont attribué cela au fait que les personnes qui étaient les plus en difficulté dans l’exécution des tâches étaient aussi les moins aptes à reconnaître les compétences requises pour ces tâches. Cela a été étayé par le fait que, une fois formés, les pires sujets amélioraient leur estimation de leur classement et devenaient meilleurs dans l'exécution de leurs tâches Le document intitulé «Non qualifié et ignorant: Comment les difficultés à reconnaître son incompétence conduisent à des autoévaluations gonflées» a remporté le prix Nobel d'Ig en 2000.
En 2003, Dunning et Joyce Ehrlinger, également de l’Université Cornell, ont publié une étude qui détaille l’évolution des opinions des individus sur eux-mêmes, influencés par des indices externes. Les étudiants de premier cycle de Cornell ont été soumis à des tests de connaissance de la géographie, certains visant à influer positivement sur leur perception de soi, d'autres ayant l'intention de les affecter négativement. Ils ont ensuite été invités à évaluer leur performance, et ceux ayant reçu les tests positifs ont déclaré des performances nettement supérieures à celles obtenues avec les tests négatifs.
Daniel Ames et Lara Kammrath ont étendu ce travail à la sensibilité aux autres et à la perception des sujets quant à leur sensibilité Les recherches de Burson, Larrick et Klayman suggèrent que l'effet n'est pas si évident et peut être dû au niveau de bruit et de biais.
Le dernier article de Dunning, Kruger et coauteurs sur ce sujet aboutit à des conclusions qualitativement similaires après avoir tenté de tester des explications alternatives.

#### Capacité académique et performance professionnelle
Dans une enquête menée auprès de professeurs de l’université du Nebraska à Lincoln, 68 % des personnes interrogées se sont classées parmi les 25 % les plus aptes à enseigner et plus de 90 % se sont déclarées supérieures à la moyenne.
Dans une enquête similaire, 87 % des étudiants en Master of Business Administration de l'université Stanford ont évalué leur performance académique au-dessus de la médiane.
La supériorité illusoire a également expliqué des phénomènes tels que le grand nombre de transactions boursières (chaque trader pense être le meilleur et le plus susceptible de réussir) et le nombre de procès qui se déroulent devant le tribunal (parce qu'en raison de l'illusion de supériorité, de nombreux avocats ont une conviction exagérée qu’ils gagneront un procès).

### Soi, amis et pairs
Une des premières études ayant trouvé une supériorité illusoire a été menée aux États-Unis par le College Board en 1976. Une enquête a été jointe aux examens SAT (un million d'étudiants par an), demandant aux étudiants de se situer par rapport à la médiane de l'échantillon (plutôt que la moyenne des pairs) sur un certain nombre de caractéristiques positives vagues. En ce qui concerne le leadership, 70 % des étudiants se placent au-dessus de la médiane. Dans la capacité de bien s'entendre avec les autres, 85 % se placent au-dessus de la médiane; 25 % se sont classés dans le top 1 %.
Une étude de 2002 sur la supériorité illusoire dans les milieux sociaux a rassemblé les participants se comparant à des amis et à d'autres pairs sur des caractéristiques positives (telles que la ponctualité et la sensibilité) et des caractéristiques négatives (telles que la naïveté ou l'incohérence). Cette étude a révélé que les participants se notaient plus favorablement que leurs amis, mais ils évaluaient leurs amis plus favorablement que les autres pairs (mais il y avait plusieurs facteurs modérateurs).
Des recherches menées par Perloff et Fetzer, Brown et Henri Tajfel et John Turner, ont également révélé que les amis étaient mieux notés que les autres pairs. Tajfel et Turner ont attribué cela à un « biais d'endogroupe » et ont suggéré que cela était motivé par le désir de l'individu d'avoir une « identité sociale positive. »

#### Popularité
Dans l'étude de Zuckerman et Jost, les participants ont reçu des questionnaires détaillés sur leurs amitiés et ont été invités à évaluer leur propre popularité. En utilisant l'analyse des réseaux sociaux, ils ont pu montrer que les participants avaient généralement des perceptions exagérées de leur propre popularité, en particulier par rapport à leurs propres amis.

#### Bonheur relationnel
Les chercheurs ont également constaté une supériorité illusoire dans la satisfaction relationnelle. Par exemple, une étude a montré que les participants percevaient leurs propres relations comme meilleures que les relations des autres en moyenne, mais pensaient que la majorité des gens étaient satisfaits de leurs relations. Il a également trouvé des preuves que plus les participants évaluaient leur propre bonheur relationnel, plus ils croyaient que leur relation était supérieure— la supériorité illusoire augmentait également leur propre satisfaction relationnelle. Cet effet était prononcé chez les hommes, dont la satisfaction était surtout liée à la perception de la supériorité de sa propre relation et à la supposition que peu d'autres étaient mécontents dans leurs relations. Par ailleurs, la satisfaction des femmes était particulièrement liée à la supposition que la plupart des gens étaient satisfaits de leur relation. Une étude a trouvé que les participants étaient devenus défensifs lorsque leur conjoint ou partenaire était perçu par d'autres comme ayant plus de succès dans tous les aspects de leur vie et avaient tendance à exagérer leur succès et à minimiser le succès de leur conjoint ou partenaire.

### Santé
Une supériorité illusoire a été trouvée dans une étude d'auto-évaluation des comportements de santé (Hoorens & Harris, 1998) qui demandait aux participants d'estimer la fréquence avec laquelle  leurs pairs adoptaient des comportements sains et malsains. Les participants ont déclaré avoir eu des comportements sains plus souvent que leurs pairs et des comportements malsains moins souvent. Les résultats ont été conservés même pour un comportement futur attendu.

### Capacité de conduite
Svenson (1981) a interrogé 161 étudiants en Suède et aux États-Unis, leur demandant de comparer leurs compétences de conduite et leur sécurité à celles d'autres personnes. En ce qui concerne les compétences de conduite, 93 % de l'échantillon américain et 69 % de l'échantillon suédois se sont classés parmi les 50 % supérieurs; pour la sécurité, 88 % des États-Unis et 77 % des Suédois se sont classés parmi les 50 % les plus sûrs.
McCormick, Walkey et Green (1986) ont trouvé des résultats similaires dans leur étude, demandant à 178 participants d’évaluer leur position sur huit dimensions différentes des compétences de conduite (les exemples incluent la dimension «dangereuse» et la dimension «inconsidérée»). Seule une petite minorité s'est classée au-dessous de la médiane et, lorsque les huit dimensions ont été considérées ensemble, il a été constaté que près de 80 % des participants se sont considérés comme un conducteur supérieur à la moyenne.
Une enquête commerciale a montré que 36 % des conducteurs pensaient être un conducteur au-dessus de la moyenne en envoyant des SMS ou en envoyant des e-mails par rapport aux autres conducteurs;  44 % se sont considérés comme moyens et 18 % sous la moyenne.

### Immunité au biais
Les sujets se décrivent eux-mêmes en termes positifs par rapport à d'autres personnes, ce qui signifie qu'ils se décrivent moins susceptibles d'être influencés que les autres. Cet effet est appelé "biais de la tâche aveugle" et a été démontré indépendamment.

## Différences culturelles
Une grande majorité de la littérature sur la supériorité illusoire provient d'études sur des participants aux États-Unis. Cependant, la recherche qui étudie uniquement les effets dans une population spécifique est sévèrement limitée, car cela peut ne pas être une représentation fidèle de la psychologie humaine. Des recherches plus récentes portant sur l'estime de soi dans d'autres pays suggèrent que la supériorité illusoire dépend de la culture Certaines études indiquent que les Asiatiques de l'Est ont tendance à sous-estimer leurs propres capacités afin de s'améliorer et de s'entendre avec les autres,.

## Estime de soi
La relation de supériorité illusoire avec l'estime de soi est incertaine. La théorie selon laquelle les personnes ayant une estime de soi élevée maintiennent ce niveau élevé en se notant très bien n'est pas sans mérite. Les études impliquant des étudiants non-déprimés ont trouvé qu'ils avaient plus de contrôle sur les résultats positifs que leurs pairs, même lorsqu'il s'agissait de contrôler leur performance Les étudiants non-dépressifs évaluent aussi activement leurs pairs au lieu de se classer plus haut. Les élèves ont pu se rappeler beaucoup plus de traits de personnalité négatifs sur les autres que sur eux-mêmes.
Il convient de noter que, dans ces études, aucune distinction n'a été faite entre les personnes ayant une estime de soi élevée  légitime et illégitime, d'autres études ayant montré que l'absence d'illusions positives coexiste principalement avec une estime de soi élevée et déterminé que des individus focalisés sur la croissance et l’apprentissage sont moins sujets à ces illusions. Ainsi, il se peut que la supériorité illusoire soit associée à une haute estime de soi imméritée, mais les personnes ayant une estime de soi élevée et légitime ne le présentent pas nécessairement.

## Relation à la santé mentale
La psychologie a traditionnellement supposé que les perceptions de soi généralement précises sont essentielles à une bonne santé mentale. Cela a été contesté par un article de 1988 par Taylor et Brown, qui ont fait valoir que les individus en bonne santé mentale manifestent généralement trois illusions cognitives — supériorité illusoire, illusion de contrôle et biais d'optimisme. Cette idée est rapidement devenue très influente, certaines autorités ayant conclu qu'il serait thérapeutique d'induire délibérément ces biais. Depuis lors, d'autres recherches ont à la fois sapé cette conclusion et offert de nouvelles preuves associant une supériorité illusoire à des effets négatifs sur l'individu.
Un argument était que, dans l’article de Taylor et Brown, la classification des personnes en bonne santé mentale ou en mauvaise santé était fondée sur des auto-évaluations plutôt que sur des critères objectifs. Il n’était donc pas surprenant que les personnes enclines à l’ auto-amélioration exagèrent leur niveau d’adaptation. Une étude a affirmé que les groupes «mentalement normaux» étaient contaminés par des «négateurs défensifs», qui sont le plus sujets aux illusions positives. Une étude longitudinale a révélé que les biais d'auto-amélioration étaient associés à de mauvaises compétences sociales et à une inadaptation psychologique. Dans une expérience distincte où les conversations enregistrées sur bande vidéo entre hommes et femmes étaient évaluées par des observateurs indépendants, les individus auto-stimulants étaient plus susceptibles de manifester des comportements socialement problématiques tels que l'hostilité ou l'irritabilité. Une étude réalisée en 2007 a montré que les biais liés à l'auto-amélioration étaient associés à des bénéfices psychologiques (tels que le bien-être subjectif) mais également à des coûts inter et intra-personnels (tels que les comportements antisociaux).

## Neuroimagerie
Le degré auquel les gens se considèrent comme plus désirables que la personne moyenne est lié à une activation réduite de leur cortex orbitofrontal et de leur cortex cingulaire antérieur dorsal. Ceci est suggéré pour établir un lien avec le rôle de ces domaines dans le traitement du "contrôle cognitif".

## Explications

### Traitement de l'information mentale bruyant
Un récent Bulletin psychologique suggère que la supériorité illusoire (ainsi que d’autres biais) peut s’expliquer par un simple mécanisme génératif de la théorie de l’information qui suppose une conversion bruyante d’éléments de preuve objectifs (observations) en estimations subjectives (jugement). L’étude suggère que le mécanisme cognitif sous-jacent est essentiellement similaire au mélange bruyant des souvenirs pouvant provoquer un biais de conservatisme ou une confiance excessive : après notre propre performance, nous réajusterons nos estimations de notre propre performance plus que nous réajusterons nos estimations des performances des autres. Cela implique que nos estimations des scores des autres sont encore plus conservatrices (plus influencées par les attentes précédentes) que nos estimations de notre propre performance (plus influencées par les nouvelles preuves reçues après le test). La différence entre le biais conservateur des deux estimations (estimation prudente de notre propre performance et estimation encore plus prudente de la performance des autres) est suffisante pour créer une supériorité illusoire. Puisque le bruit mental est une explication suffisante beaucoup plus simple et directe que toute autre explication impliquant heuristique, comportement ou interaction sociale, le rasoir d'Occam plaiderait en sa faveur comme mécanisme génératif sous-jacent (c'est l'hypothèse qui fait le moins hypothèses).

### Recrutement sélectif
Le recrutement sélectif est la notion selon laquelle, lors des comparaisons entre pairs, une personne choisit ses propres forces et celles de l’autre afin qu’elles apparaissent mieux dans l’ensemble. Cette théorie a été testée pour la première fois par Weinstein (1980); Cependant, cela se trouvait dans une expérience relative à un biais optimiste plutôt qu'à un effet supérieur à la moyenne. L'étude impliquait que les participants évaluent certains comportements susceptibles d'augmenter ou de diminuer le risque qu'une série d'événements de la vie leur arrive. Il a été constaté que les individus montraient un biais moins optimiste quand ils étaient autorisés à voir les réponses des autres.
Perloff et Fetzer (1986) ont suggéré que, lors des comparaisons entre pairs sur une caractéristique spécifique, un individu choisit une cible de comparaison— le pair auquel il est comparé, avec des capacités inférieures. Pour tester cette théorie, Perloff et Fetzer ont demandé aux participants de se comparer à des cibles de comparaison spécifiques comme un ami proche et ont découvert que la supériorité illusoire diminuait lorsqu'on leur demandait d'imaginer une personne plutôt que des concepts vagues comme «le pair moyen». Cependant, ces résultats ne sont pas complètement fiables et pourraient être influencés par le fait que les individus aiment leurs amis proches plus qu’un «pair moyen» et peuvent, par conséquent, évaluer leur ami comme étant supérieur à la moyenne, par conséquent l'ami ne serait pas une cible de comparaison objective.

### Egocentrisme
L’égocentrisme est une autre explication de l’effet de l’effet supérieur à la moyenne. C’est l’idée selon laquelle un individu accorde plus d’importance et de signification à ses propres capacités, caractéristiques et comportements que ceux des autres. L'égocentrisme est donc un biais moins ouvertement intéressé. Selon l’égocentrisme, les individus se surestimeront par rapport aux autres parce qu’ils croient qu’ils ont un avantage que les autres n’ont pas, car un individu qui considère sa propre performance et la performance d’un autre considérera que ses performances sont meilleures, même si elles sont en fait égal. Kruger (1999) a trouvé un soutien pour l'explication de l'égocentrisme dans ses recherches impliquant des évaluations des participants sur leur capacité à effectuer des tâches faciles et difficiles. Il a été constaté que les individus se classaient régulièrement au-dessus de la médiane dans les tâches classées comme "faciles" et inférieures à la médiane dans les tâches classées comme "difficiles", indépendamment de leur capacité réelle. Dans cette expérience, l'effet supérieur à la moyenne a été observé lorsqu'on a suggéré aux participants qu'ils réussiraient, mais un effet pire que la moyenne a été constaté lorsqu'on a suggéré que les participants ne réussissaient pas.

### Focalisme
Une autre explication de l'effet supérieur à la moyenne est le « focalisme », l'idée qu'une plus grande importance est accordée à l'objet sur lequel porte l'attention. La plupart des études de l'effet supérieur à la moyenne mettent davantage l'accent sur le soi lorsqu'on demande aux participants de faire des comparaisons (la question sera souvent formulée lorsque le soi sera présenté avant la cible de comparaison - « comparez-vous à la personne moyenne »). Selon le focalisme, cela signifie que l'individu accordera plus d'importance à ses propres capacités ou caractéristiques que celles de la cible de comparaison. Cela signifie également qu'en théorie si, dans une expérience sur l'effet supérieur à la moyenne, les questions étaient formulées de manière que le soi et l'autre soient changés (par exemple, « comparez le pair moyen à vous-même »), l'effet devrait être diminué.
Les recherches sur le focalisme ont principalement porté sur le biais optimiste plutôt que sur l'effet supérieur à la moyenne. Cependant, deux études ont montré un effet réduit du biais optimiste lorsque les participants devaient comparer un pair moyen à eux-mêmes plutôt qu’à un pair moyen,.
Windschitl, Kruger et Simms (2003) ont mené des recherches sur le focalisme, en se concentrant spécifiquement sur l’effet supérieur à la moyenne, et trouvé que demander aux participants d'estimer leur capacité et probabilité de succès dans une tâche a produit des résultats d'estimations réduites lorsqu'ils ont été interrogés sur les chances de réussite des autres plutôt que sur les leurs.

### Comparaisons entre soi et l'agrégat
Cette idée, avancée par Giladi et Klar, suggère que lors de comparaisons, un seul membre d’un groupe aura tendance à se classer au-dessus du niveau de performance statistique moyen de ce groupe ou du niveau de performance médian de ses membres. Par exemple, si l'on demande à un individu d'évaluer ses propres compétences en conduite par rapport au reste du groupe, il est probable qu'il se considère comme un conducteur supérieur à la moyenne. En outre, la majorité du groupe est susceptible de se classer au-dessus de la moyenne. La recherche a trouvé cet effet dans de nombreux domaines de la performance humaine et l'a même généralisé au-delà des tentatives des individus pour établir des comparaisons entre eux. Les résultats de cette recherche suggèrent donc que plutôt que les individus s’évaluant eux-mêmes comme étant au-dessus de la moyenne, l’effet meilleur que la moyenne est en réalité dû à une tendance générale à évaluer une personne ou un objet .

### Heuristique supérieur-à-la moyenne
Alicke et Govorun ont proposé l'idée que, plutôt que de revoir et de penser consciemment leurs propres capacités, comportements et caractéristiques et de les comparer à ceux des autres, il est probable que les gens ont plutôt ce qu'ils décrivent comme une "tendance automatique à assimiler  des objets sociaux positivement évalués à des conceptions de trait idéales ". Par exemple, si une personne s’évaluait comme étant honnête, elle risquerait alors d’exagérer sa caractéristique par rapport à sa position idéale perçue sur une échelle d’honnêteté. Il est important de noter que Alicke a noté que cette position idéale n’est pas toujours la meilleure. Par exemple, avec l'honnêteté, quelqu'un qui est toujours brutalement honnête peut être considéré comme impoli - l'idéal est un équilibre, perçu différemment par différentes personnes.

### Explications non sociales
L'effet meilleur que la moyenne peut ne pas avoir une origine entièrement sociale - les jugements sur les objets inanimés subissent des distorsions similaires.

## Facteurs modérateurs
Bien que la supériorité illusoire se soit avérée quelque peu intéressée, cela ne signifie pas qu'elle se produira de manière prévisible - elle n'est pas constante. La force de l’effet est modérée par de nombreux facteurs, dont les principaux exemples ont été résumés par Alicke et Govorun (2005).

### Interprétabilité / ambiguïté du trait
C'est un phénomène qu'Alicke et Govorun ont décrit comme "la nature de la dimension du jugement" et se réfère à la manière dont la capacité ou la caractéristique évaluée est subjective (abstraite) ou objective (concrète). Les recherches de Sedikides & Strube (1997) ont montré que les personnes sont plus intéressées (l'effet de la supériorité illusoire est plus fort) lorsque l'événement en question est plus ouvert à l'interprétation, par exemple, les concepts sociaux tels que la popularité et l'attractivité sont plus interprétables que des caractéristiques telles que l'intelligence et la capacité physique. Cela a été en partie attribué à la nécessité d'une image de soi crédible.
L'idée selon laquelle l'ambiguïté modère la supériorité illusoire est appuyée par une étude empirique portant sur deux conditions: dans un cas, les participants avaient des critères pour évaluer un caractère ambigu ou non ambigu et les autres participants étaient libres d'évaluer les caractères selon leurs propres critères. On a constaté que l'effet de la supériorité illusoire était plus grand dans la condition où les participants étaient libres d'évaluer les traits.
Les effets de la supériorité illusoire se sont également avérés les plus forts lorsque les individus se sont évalués sur des capacités pour lesquelles ils sont totalement incompétents. Ces sujets présentent la plus grande disparité entre leur performance réelle (au bas de la distribution) et leur auto-évaluation (se situant au-dessus de la moyenne). Cet effet Dunning-Kruger est interprété comme un manque de capacité métacognitive à reconnaître leur propre incompétence.

### Méthode de comparaison
La méthode utilisée dans la recherche sur la supériorité illusoire s'est avérée avoir une incidence sur la force de l'effet constaté. La plupart des études sur la supériorité illusoire impliquent une comparaison entre un individu et un pair moyen, dont il existe deux méthodes: la comparaison directe et la comparaison indirecte. Une comparaison directe - qui est plus communément utilisée - implique que les participants se évaluent eux-mêmes et que le pair moyen se situe sur la même échelle, allant de «inférieur à la moyenne» à «supérieur à la moyenne» et a pour résultat que les participants sont bien plus intéressés. Les chercheurs ont suggéré que cela était dû à la comparaison plus étroite entre l'individu et le pair moyen, mais l'utilisation de cette méthode signifie qu'il est impossible de savoir si un participant s'est surestimé, a sous-estimé son homologue moyen ou les deux.
La méthode indirecte de comparaison implique que les participants se classent et évaluent le pair moyen sur des échelles distinctes et que l'effet de supériorité illusoire est obtenu en prenant le score moyen par rapport au score individuel (un score plus élevé indiquant un effet supérieur). Bien que la méthode de comparaison indirecte soit utilisée moins souvent, elle permet davantage de  savoir si les participants se sont surestimés ou ont sous-estimé l’équipe moyenne et peuvent donc fournir davantage d’informations sur la nature de la supériorité illusoire.

### Cible de comparaison
La nature de la cible de comparaison est l’un des facteurs modérateurs les plus fondamentaux de l’effet de la supériorité illusoire, et il faut tenir compte de deux questions principales relatives à l’objectif de comparaison.
Premièrement, la recherche sur la supériorité illusoire est différente en ce qui concerne la cible de comparaison, car un individu se compare à un pair moyen hypothétique plutôt qu’à une personne tangible. Alicke et al. (1995) ont constaté que l'effet de la supériorité illusoire était toujours présent mais était significativement réduit lorsque les participants se comparaient à des personnes réelles (également participants à l'expérience, assis dans la même pièce), par opposition à pair. Cela suggère que la recherche sur la supériorité illusoire peut elle-même être un résultat biaisant et trouver un effet plus important que ce qui se produirait réellement dans la vie réelle.
Des recherches plus approfondies sur les différences entre les cibles de comparaison impliquaient quatre conditions où les participants se trouvaient à proximité variable d'un entretien avec la cible de comparaison: regarder en direct dans la même pièce; regarder sur bande; lire une transcription écrite; ou faire soi-même des comparaisons avec un pair moyen. Il a été constaté que lorsque le participant était plus éloigné de la situation d’interview (dans les conditions d’observation de la bande et de transcription), l’effet de la supériorité illusoire était plus important. Les chercheurs ont affirmé que ces résultats suggèrent que l’effet de la supériorité illusoire est réduit par deux facteurs principaux: l’individuation de la cible et le contact direct avec la cible.
Deuxièmement, des études menées par Alicke et al. (1995) ont cherché à déterminer si les connotations négatives du mot "moyenne" pouvaient avoir une incidence sur la supériorité illusoire des individus, à savoir si l'utilisation du mot "moyenne" augmentait la supériorité illusoire. Les participants ont été invités à évaluer eux-mêmes, le pair moyen et une personne qu'ils avaient assis à côté de l'expérience précédente, sur différentes dimensions. Il a été constaté qu'ils se sont placés au premier rang, suivis par la personne réelle, suivie par le pair moyen, mais le pair moyen a toujours été placé au-dessus du point moyen de l’échelle, ce qui que le mot "moyenne" n'a pas eu d'effet négatif sur l'opinion du participant quant au pair moyen.

### Contrôlabilité
Un facteur de modération important de l’effet de la supériorité illusoire est la mesure dans laquelle une personne estime être en mesure de contrôler et de changer sa position par rapport à la dimension concernée. Selon Alicke & Govorun, les caractéristiques positives de la personne considérée comme étant sous son contrôle sont plus intéressées et les caractéristiques négatives sont considérées comme incontrôlables et moins préjudiciables à l'amélioration de soi. Cette théorie a été corroborée par la recherche menée par Alicke (1985), qui a montré que les individus se classent plus haut que leurs pairs sur les caractères contrôlables et plus bas à leurs pairs sur les caractères négatifs. L'idée, suggérée par ces résultats, que les individus croient qu'ils sont responsables de leur succès et qu'un autre facteur est responsable de leur échec est connu sous le nom de biais d'autocomplaisance.

### Différences individuelles de juge
Les caractéristiques de la personnalité varient considérablement d’une personne à l’autre et on a constaté qu’elles atténuaient les effets de la supériorité illusoire, l’un des principaux exemples étant l’estime de soi. Brown (1986) a constaté que dans les auto-évaluations des caractéristiques positives, les participants ayant une meilleure estime de soi montraient un plus grand biais de supériorité illusoire que les participants ayant une faible estime de soi. De plus, une autre étude a montré que les participants pré-classés comme ayant une estime de soi élevée avaient tendance à interpréter les traits ambigus de manière égoïste, alors que les participants pré-classés comme ayant une faible estime de soi ne le faisaient pas.

## Effet pire que la moyenne
Contrairement à ce que l'on croit communément, les recherches ont montré que les effets supérieurs à la moyenne ne sont pas universels. En fait, beaucoup de recherches récentes ont trouvé l'effet inverse dans de nombreuses tâches, surtout si elles étaient plus difficiles.

## Voir également
- Anosognosie
- Effet Dunning-Kruger
- Erreur fondamentale d'attribution
- Biais cognitif
- Narcissisme
- Principe de Pollyanna
- Auto-efficacité
- Biais d'autocomplaisance
- Complexe de supériorité
- Illusion de connaissance asymétrique